# Ted Turner

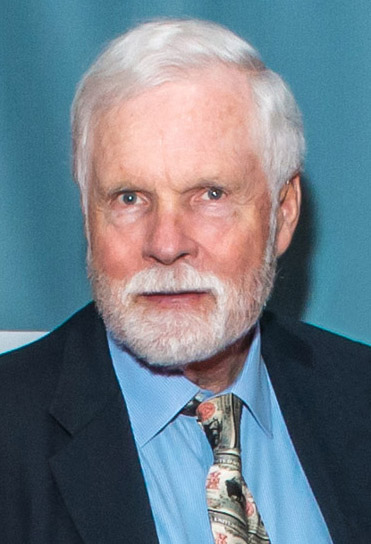
Ted Turner (2015)

Robert Edward „Ted“ Turner III. (* 19. November 1938 in Cincinnati) ist ein US-amerikanischer Medienunternehmer, der vor allem im Fernsehbereich aktiv war und den Nachrichtensender CNN gründete.

## Familie und Ausbildung
Turner wuchs in Savannah, Georgia auf. Bis 1956 besuchte er die McCallie School in Chattanooga, Tennessee. Sein Studium schloss er mit einem Diplom der Brown University in Providence ab. Sein Vater, dem die Werbefirma Turner Advertising Company (TAC) gehörte, nahm sich 1963 das Leben, woraufhin Turner die Geschäftsleitung übernahm. Er erwies sich als erfolgreicher Geschäftsmann.

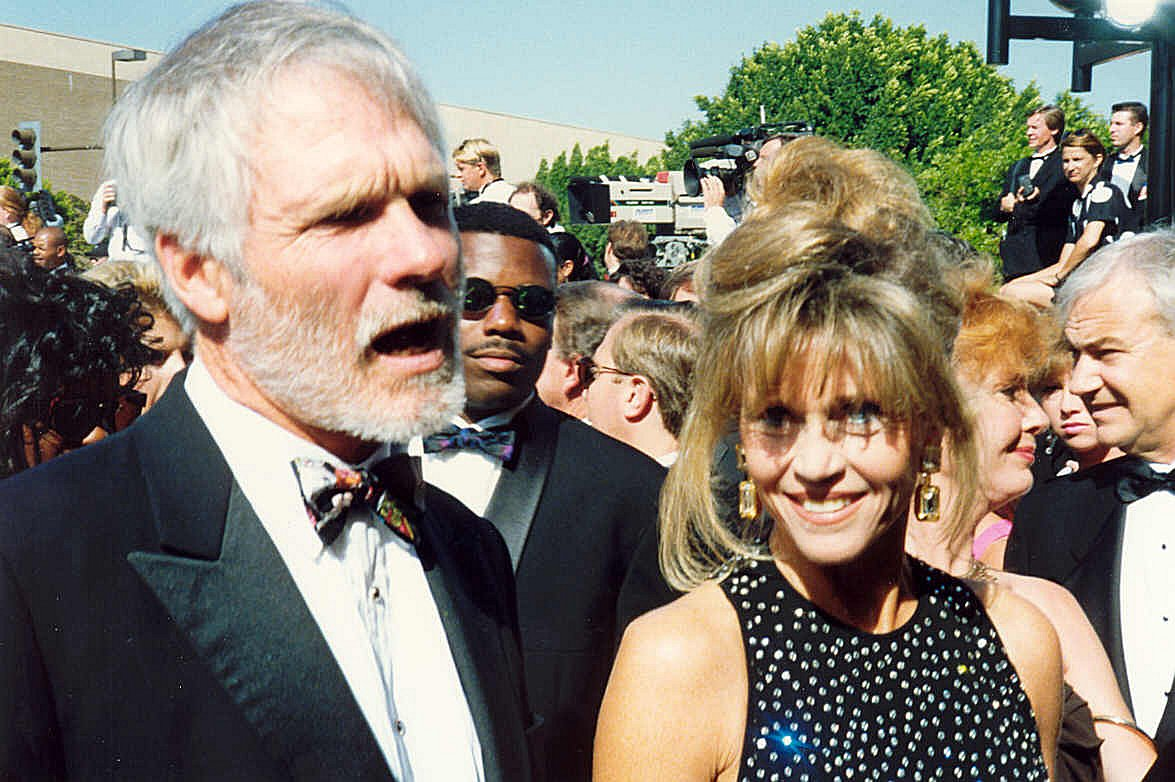
Turner 1992 mit seiner damaligen Frau Jane Fonda

Turner war dreimal verheiratet und hat fünf Kinder. Alle drei Ehen wurden geschieden. Mit Judy Nye war er von 1960 bis 1964 und mit Jane Shirley Smith von 1965 bis 1988 zusammen. Von 1991 bis 2001 war Turner mit der Schauspielerin Jane Fonda verheiratet.

## Fernsehprogramme und Wrestling
1970 startete er Turner Broadcasting System (TBS) und leitete das Unternehmen bis 1996. Seine Fernsehprogramme waren erfolgreich. Er erkannte früh die Möglichkeiten des Kabelfernsehens, wodurch sein Sender TBS in den ganzen Vereinigten Staaten zu sehen war. 1980 gründete er den Nachrichtensender Cable News Network (CNN) und schrieb damit Mediengeschichte. 1985 gründete er CNN International und legte damit den Grundstein für die Verbreitung von CNN in der ganzen Welt. CNN wurde weltbekannt mit Berichten über den Golfkrieg 1991. Seitdem lebt der Sender von der Berichterstattung aktuellen Weltgeschehens.
Ende der 1980er-Jahre stieg Turner in das Wrestlinggeschäft ein. Er war Besitzer von World Championship Wrestling (WCW). Die TV-Shows der WCW liefen auf dem Sender Turner Network Television (TNT). In den 1990er-Jahren kam es zu den Monday Night Wars, einem Quotenkampf mit Marktführer WWE (damals WWF), deren Quasi-Monopolstellung Turner angriff. Er strahlte die Hauptshow der WCW Montag Abend aus, zum gleichen Zeitpunkt wie die WWF. Mit Hulk Hogan konnte Turner den berühmtesten Wrestler dieser Zeit bei WCW verpflichten, neben weiteren Topstars wie Ric Flair oder Bret Hart. Die Monday Night Wars sind für die Entwicklung des modernen Wrestlings von großer Bedeutung und zogen Veränderungen der TV-Shows nach sich, die sich nun mehr an ein erwachseneres Zielpublikum richteten. In der WWF entstand die so genannte Attitude Era. Die WWF konnte den Kampf gewinnen und übernahm 2001 die WCW. Turner zog sich aus dem Wrestling-Business zurück.
1995 fusionierte er sein Fernsehunternehmen mit Time Warner und wurde Vizepräsident der Kabelsparte. Während der Dotcom-Blase fusionierte AOL mit Time Warner. Turner behielt zunächst seinen Posten und trat am 29. Januar 2003 zurück.

## Filmgeschäft
Nachdem er mit dem Versuch gescheitert war, den US-Fernsehsender Columbia Broadcasting System (CBS) aufzukaufen, übernahm Turner 1986 von Kirk Kerkorian für einen Kaufpreis von 1,5 Milliarden Dollar das Hollywood-Filmstudio Metro-Goldwyn-Mayer (MGM) und dessen Tochterfirma United Artists (UA). Durch die Übernahme verschuldete sich Turner immens. Er hatte keine andere Wahl als Teile der Übernahme wieder zu verkaufen. An Kirk Kerkorian wurden der Name und alle Markenrechte an Metro-Goldwyn-Mayer und fast die komplette United Artists, inklusive deren Filmbibliothek, zurückverkauft. Das ehemalige Filmstudio der MGM in Culver City ging an Lorimar. Turner behielt alle Rechte an der Filmbibliothek der MGM. Dazu zählen fast alle Filme, die vor 1986 von der MGM produziert wurden. Dazu kommen noch einige United Artists Filme und die von United Artists Television gehaltenen Rechte, zum Beispiel an der Fernsehserie Gilligans Insel, die Filmbibliothek der RKO Pictures und die Rechte an den von Warner Bros. vor 1948 produzierten Filmen. Diese waren in den 1950er-Jahren von der Vorgängerfirma der United Artists Television – der Associated Artists Productions – aufgekauft worden.
1986 gründete er die Turner Entertainment Co., um alle von ihm kontrollierten Filmrechte zu verwerten. Diese große Filmbibliothek ermöglichte die Gründung der beiden Fernsehsender Cartoon Network und Turner Network Television (TNT).

## Sport

### Segeln
Turner machte sich auch einen Namen als Regattasegler. So gewann er gemeinsam mit Dennis Conner 1974 den 22. America’s Cup für die USA auf der Segelyacht Courageous (US 26), konstruiert von Olin Stephens. Mit seiner eigenen Segelyacht Tenacious erreichte er viele Regattasiege, unter anderem gewann er 1979 das Fastnet Race im Rahmen der Cowes Week in England. Für seine Leistungen beim America’s Cup wurde er 1993 als Inductee (deutsch Ehrenmitglied) in die America’s Cup Hall of Fame aufgenommen.

### Baseball
1976 übernahm Turner das MLB-Team Atlanta Braves und führte diese bis 2007. Die Mannschaft bestritt ihre Heimspiele über viele Jahre auch im nach ihm benannten Turner Field. Unter ihm gelang der Gewinn der World Series 1995.

## Ländereien und Bisonzucht
Turner gehört Grundeigentum von 8000 km² (2 Mio. Acres, etwa die halbe Fläche Thüringens). Dazu kommen 100000 Acres in Argentinien. Bis 2011 war er größter privater Landeigentümer der USA. Seit 2011 war er zweitgrößter privater Landeigentümer der Vereinigten Staaten nach John C. Malone mit ca. 8500 km². 2021 rangierte er mit 809.700 Hektar auf Platz 4.
Unter Turners über Mountain States und Mittleren Westen weit verteilten Ländereien ist die Vermejo Park Ranch in New Mexico mit 2500 km², die er 1996 kaufte. Viele dieser Ländereien dienen seinem Hobby, der Bisonzucht. Mit rund 50.000 Tieren hält der weltgrößte private Bisonzüchter ungefähr ein Siebtel des Weltbestandes dieser Tiere. Er betreibt die Restaurantkette Ted’s Montana Grill mit 44 Restaurants in 16 US-Bundesstaaten (Stand November 2012), in denen unter anderem Bisonfleisch serviert wird. Das Unternehmen wirbt mit seiner ökologischen Haltung. So werde ein großer Teil der Energie aus Sonnenkollektoren gewonnen und die Restaurantausstattung sei zu 99 % plastikfrei.

## Gesellschaftliches Engagement
Eine Schenkung Turners in Höhe von einer Milliarde US-Dollar ermöglichte 1998 die Gründung der gemeinnützigen United Nations Foundation. Zu den Zielen der Stiftung zählt es, die Zahlungen des US-Kongresses an die Vereinten Nationen zu verbessern.
Turner vertritt die Meinung, die globale Erwärmung werde durch eine zu hohe Bevölkerungsdichte verursacht. Er plädiert in diesem Zusammenhang dafür, die Weltbevölkerung durch eine Ein-Kind-Familien-Politik zu regulieren. Vorbild für ihn ist China.

## Auszeichnungen
1991 wurde Turner als erster Medienunternehmer vom US-amerikanischen Time-Magazin als Mann des Jahres ausgezeichnet.
2000 verlieh ihm die United States Sports Academy in Daphne, Alabama die Ehrendoktorwürde.
2001 wurde er mit dem Emperor Has No Clothes Award der Freedom From Religion Foundation ausgezeichnet.

## Vermögen
Turner ist Milliardär. Auf der Liste der reichsten Menschen der Welt des Forbes Magazine belegt er mit ca. 2,2 Milliarden US-Dollar Vermögen Platz 847 (Stand August 2015).
Er hat sich der Wohltätigkeitsinitiative The Giving Pledge angeschlossen.